# Acanthodactylus micropholis
Acanthodactylus micropholis är en ödleart som beskrevs av  Blanford 1874. Acanthodactylus micropholis ingår i släktet fransfingerödlor, och familjen lacertider. Inga underarter finns listade i Catalogue of Life.